# 라몬 노바로

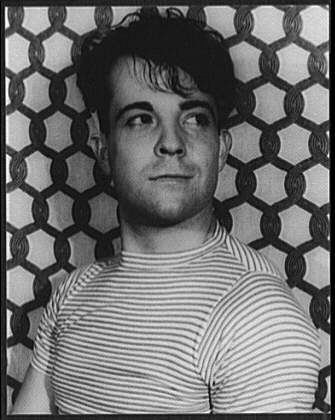

라몬 노바로(José Ramón Gil Samaniego, 1899년 2월 6일 ~ 1968년 10월 30일)는 멕시코의 배우, 영화 감독, 각본가, 텔레비전 배우, 영화배우, 연극 배우이다.
두랑고에서 태어났으며 할리우드에서 사망하였다. 사인은 질식이다.

## 영화
- 전투 (1962년)
- 디즈니랜드 (1954년) - 돈 에스테반 미란다 역
- 위기 (1950년)
- 위 워 스트레인저스 (1949년)
- 빅 스틸 (1949년)
- 캣 앤 더 피들 (1934년)
- 더 선-도터 (1932년)
- 마타 하리 (1932년)
- 마치 오브 타임 (1930년) - 본인 역
- 인 게이 매드리드 (1930년)
- 콜 오브 더 플레쉬 (1930년)
- 데빌-메이-케어 (1929년)
- 황태자의 사랑 (1927년)
- 벤허 (1925년)